# Парк XIX століття (Нагачів)
Парк XIX ст. — парк-пам'ятка садово-паркового мистецтва місцевого значення в Україні. Розташований у межах Яворівського району Львівської області, в селі Нагачів. 
Площа 2 га. Статус присвоєно 1984 року. 
Статус присвоєно для збереження парку, закладеного XIX ст. Збереглися вікові липи, а також вали стародавньої оборонної споруди.